# Schaulustiger

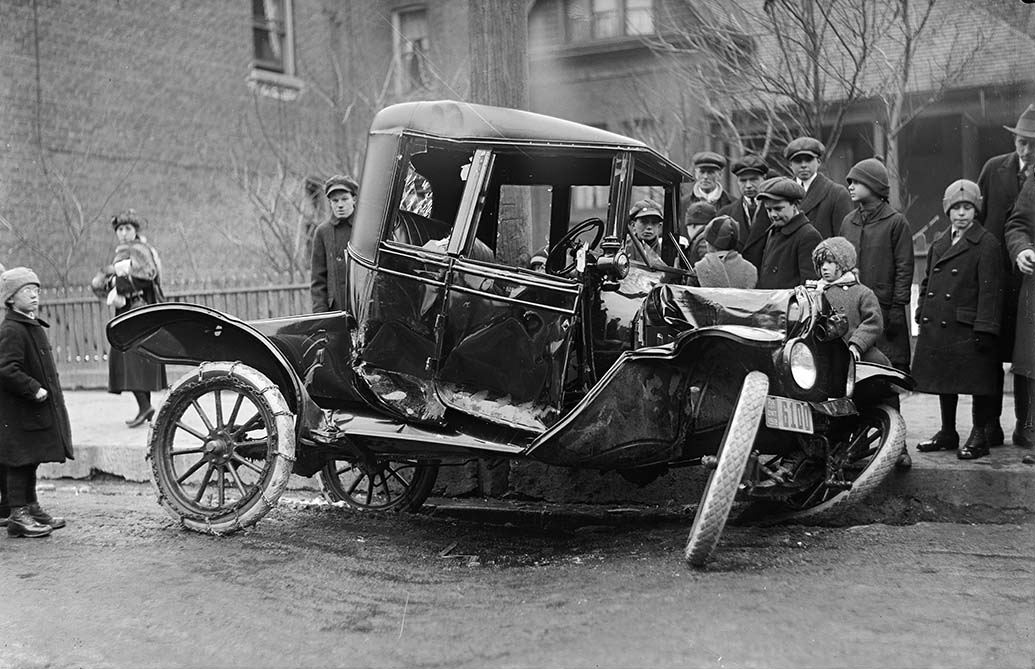
Schaulustige finden sich oft bei Verkehrsunfällen ein (hier ein frühes Beispiel von 1918)

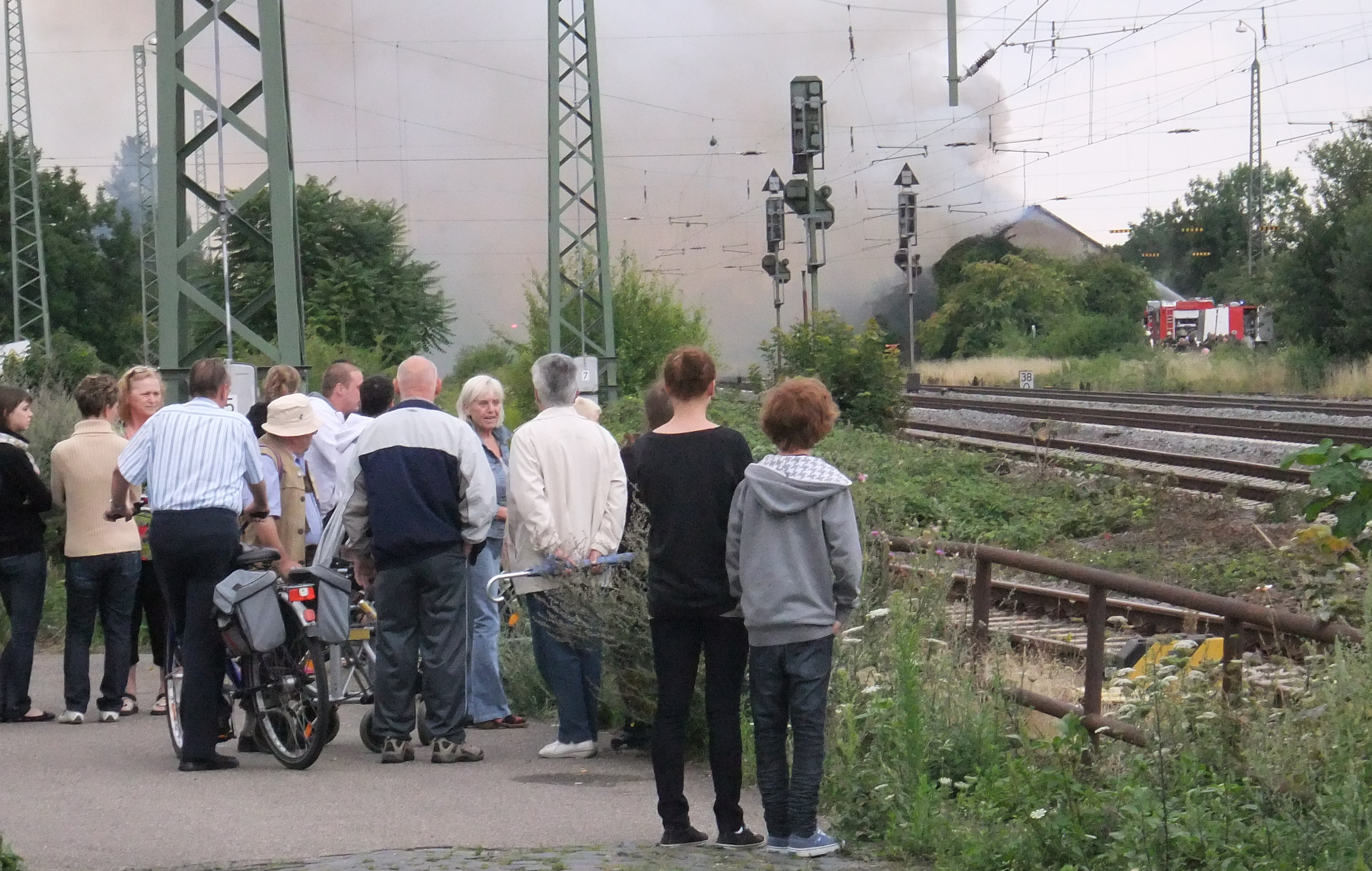
Vor allem bei der Brandbekämpfung muss auch aus sicherer Entfernung eine Gesundheitsgefahr, etwa durch giftige Gase, ausgeschlossen sein

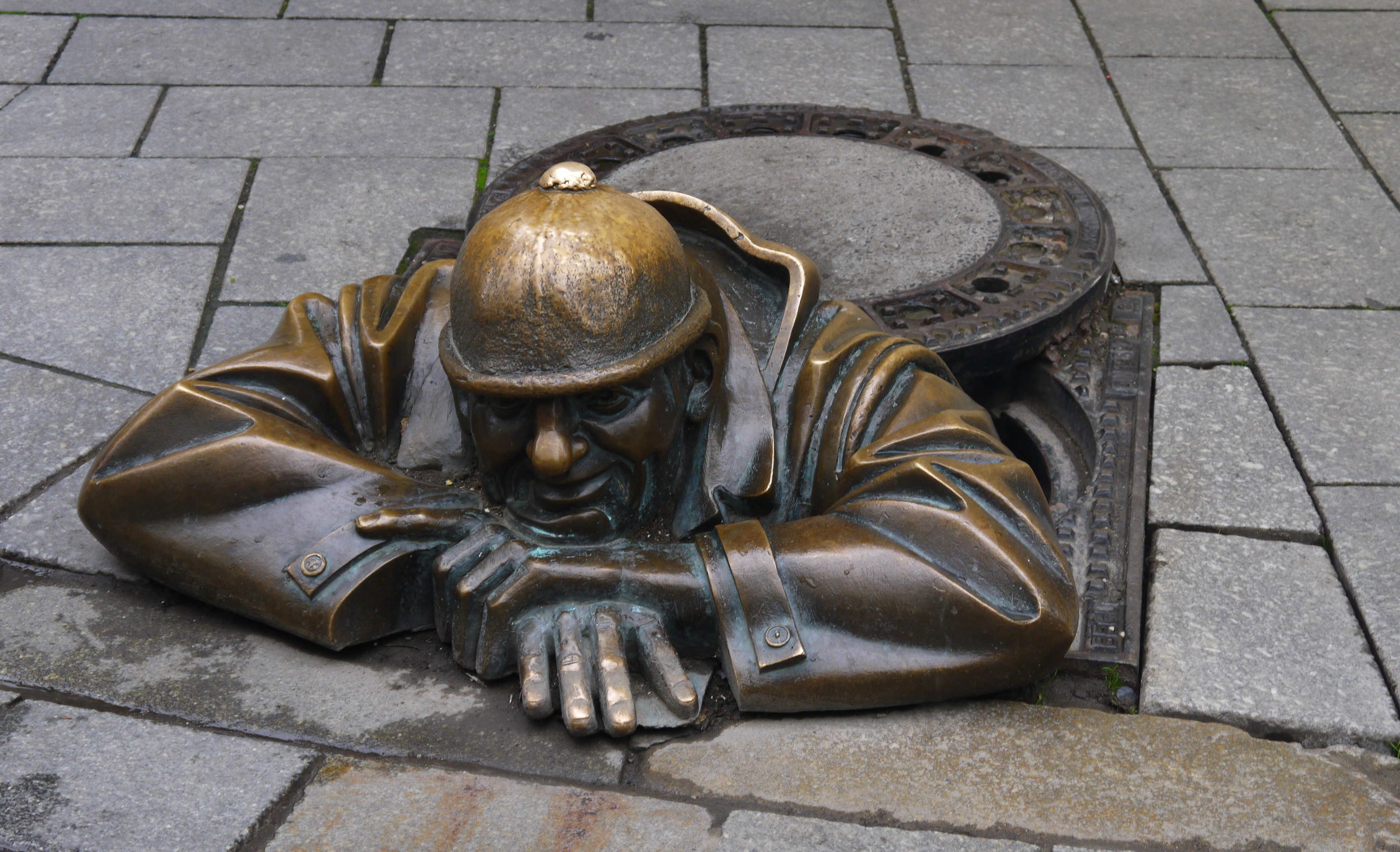
Čumil, der Gaffer von Bratislava

Schaulustige sind Zuschauer, die ein spektakuläres Ereignis beobachten. Bei Unglücken wie Unfällen, Naturkatastrophen oder Gewalttaten werden sie auch abwertend als Gaffer bezeichnet, insbesondere wenn sie Rettungsarbeiten oder den Verkehr behindern. Ebenfalls abwertend verwendet wird der Begriff Voyeurismus, der das Verhalten in Verbindung zu sexuellen Trieben bringt.
Bei geplanten Ereignissen wie Gebäudesprengungen, Schwertransporten oder an Flughäfen und Seehäfen gibt es ebenfalls Schaulustige. Hier ist der Begriff nicht negativ, oder es wird stattdessen von Zuschauern gesprochen.
Das Phänomen des Reiseverkehrs von Schaulustigen zum Ereignisort wird als Katastrophentourismus bezeichnet.

## Hintergrund
Psychologen sehen in der Schaulust eine Mischung aus Neugier und Informationsinteresse. Hintergrund ist möglicherweise auch das Bedürfnis, „sich der eigenen Unversehrtheit zu versichern, indem man das Leid anderer miterlebt“. Ähnlich bereits Lukrez (94 v. Chr. bis 53 v. Chr.):

„Wonnevoll ist’s bei wogender See, wenn der Sturm die Gewässer
Aufwühlt, ruhig vom Lande zu sehn, wie ein andrer sich abmüht,
nicht als ob es uns freute, wenn jemand Leiden erduldet,
Sondern aus Wonnegefühl, dass man selber vom Leiden befreit ist.“

Soziologische Untersuchungen sprechen von „natürlicher“ Schaulust, von der rund 90 % aller Menschen betroffen sind. Die Funktion der Schaulust wird von Soziologen auch als „Erlernen des Umgangs mit dem Unerträglichen“ beschrieben.
Psychologen erkennen in der Mimik des Gaffers körperliche Merkmale von Angst oder Stress.

## Probleme
Schaulustige sind häufig dem Vorwurf ausgesetzt, Hilfeleistungen zu verweigern. Eine Passivität von Schaulustigen kann durch die Verantwortungsdiffusion des sogenannten Zuschauereffekts unterstützt werden. Untersuchungen zeigen, dass die Hilfsbereitschaft von Schaulustigen zunimmt, je klarer sie eine Notlage erkennen. Beklagt wird außerdem, dass Schaulustige Rettungsarbeiten (etwa durch Blockierung von Anfahrtswegen, siehe Rettungsgasse) behindern und sich selbst gefährden, oder auch ein allgemein demotivierender Einfluss auf die Einsatzkräfte. Andere sehen weniger das Problem der Behinderung der Einsatzkräfte als dasjenige, dass von Schaulustigen Film- und Fotoaufnahmen gemacht werden, um diese anschließend in das Internet zu stellen oder zu verkaufen. An Tatorten kann das Problem entstehen, dass durch Schaulustige Spuren verwischt werden. Das Phänomen der Schaulust ist oft Ursache für Staus auf Autobahnen nach einem Unfall oder für Folgeunfälle auch auf der Gegenfahrbahn.
Nach deutschen Polizeiangaben ist das Anfeuern durch Zurufe von Schaulustigen bei Suizidhandlungen nicht strafbar.
Schaulustige stellen bei der Bewältigung von Unfällen und Bränden ein wiederkehrendes Problem dar, sodass das Kurfürstentum Trier und weitere Kurfürstentümer des Heiligen Römischen Reiches bereits im 18. Jahrhundert entsprechende Anordnungen erließen. In diesen Vorschriften wird ausdrücklich angewiesen, dass weil „von mancherley bey solchen Unglücke gleichgültigen Leuten statt einer Beyhülfe nur die Zeit mit Zuschauen zugebracht“ werde, die örtliche Obrigkeit und Vorsteher daher „das anwesende Volk, insofern es die Noth erfordert, zur Arbeit anzuweisen“ und „die untaugliche Personen wegzuschaffen“ seien.

## Rolle der Medien
Ein Grund für eine zunehmende Anzahl von Schaulustigen wird auch in der Berichterstattung der Medien über spektakuläre Ereignisse gesehen. Durch die Aktion der Bild-Zeitung, mit der Leser aufgerufen werden, Fotos gegen Honorar zur Veröffentlichung einzusenden, aber auch mit der zunehmend bedeutender gewordenen Nachrichtenfunktion der Sozialen Medien, verschwimmt die Abgrenzungsmöglichkeit zwischen Schaulustigen und Journalisten/Berichterstattern. Die Medien bedienen die Schaulust ihrer Leser bzw. Zuschauer und sind damit selbst Beteiligte an den durch Schaulustige entstehenden Problemen. Kritisch gesehen werden daher auch Medienberichte, in denen Schaulustige als „Gaffer“ abgewertet werden.

## Wissenschaftliche Untersuchungen
Eine Untersuchung der Bundesanstalt für Straßenwesen aus dem Jahr 1989 ergab, dass damals bei einem Verkehrsunfall im Durchschnitt zwischen 16 und 26 Schaulustige anwesend waren.

## Sonstiges
Österreichische Kriminalisten empfehlen für das Aufklären von Straftaten das Fotografieren bzw. die Personalienfeststellung von Schaulustigen, da sich immer wieder Täter (z. B. Brandstifter) unter die Schaulustigen mischen. Im Mai 2018 wurde vom Innenministerium eine Gesetzesvorlage zur Begutachtung geschickt, nach der Unfallvoyeure mit bis zu 500 Euro bestraft werden können.

## Rechtsrahmen in Deutschland
Schaulustige stellen oft eine Störquelle für Rettungs- und Hilfsdienste dar. Die Eingriffsbefugnisse reichen bis hin zur Festnahme von Störern nach § 164,
als Mindermaßnahme der Festnahme ist damit auch der Platzverweis gerechtfertigt,
Landesgesetze erweitern die rechtlichen Möglichkeiten zur Erteilung von Platzverweisen.
Unter gewissen Voraussetzungen kann das Gaffen als Ordnungswidrigkeit gewertet werden. Laut § 113 OWiG handeln Personen ordnungswidrig, wenn sie eine Ansammlung bilden oder sich einer solchen anschließen und sich der mehrmaligen Aufforderung durch die Polizei oder andere Einsatzkräfte, sich zu entfernen, widersetzen. Wer Teil einer solchen unerlaubten Ansammlung ist, muss mit einer Geldbuße von bis zu 1.000 Euro rechnen.
Seit 2017 wird die Behinderung von hilfeleistenden Personen mit Freiheitsstrafe bis zu einem Jahr oder mit Geldstrafe bestraft (§ 323c Absatz 2 StGB).
Seit 2015 ist es strafbar, Bildaufnahmen herzustellen oder zu übertragen, welche die Hilflosigkeit einer Person zur Schau stellen und den höchstpersönlichen Lebensbereich des Betroffenen verletzen; seit 1. Januar 2021 gilt die Strafbarkeit auch für Bildaufnahmen, die verstorbene  Personen in grob anstößiger Weise zur Schau stellen (durch die Formulierung „grob anstößig“ soll verhindert werden, dass das Fotografieren aufgebahrter Verstorbener strafbar wird). § 201a StGB sieht für solche Bildaufnahmen Freiheitsstrafe von bis zu zwei Jahren oder Geldstrafe vor.